# Нафтогазова промисловість Норвегії
Нафтогазова промисловість Норвегії
Норвегія — найбільший у Європі постачальник нафти і газу до країн континенту. Видобуток нафти в Норвегії почався в 1971, газу — в 1972. Основний район видобутку нафти у 1990-х рр. — родовише Екофіск, розташоване в Північному морі, приблизно за 270 км від узбережжя на глибині 72 м. Навколо родовища Екофіск на глибинах, що не перевищують 80 м, на відстанях до 80 км від Екофіска відкриті і введені в експлуатацію ще 6 родовищ. Всі ці родовища утворюють великий нафтогазодобувний комплекс, де встановлено 18 великих платформ. Нафта високоякісна, з низьким вмістом сірки (макс. 0,2%), густина бл. 850 кг/м3. Нафта і газ з всього комплексу прямують по трубопроводах в залізобетонний резервуар місткістю 135 тис. т, встановлений на дні моря. З резервуару нафта по підводному трубопроводу протяжністю 354 км і діаметром 860 мм транспортується у Велику Британію, а газ по трубопроводу діаметром 914 мм і протяжністю 441 км — до Німеччини. Видобутком нафти займаються понад 17 тис. норвежців.
У 1996 видобуток нафти перевищив 175 млн т, а видобуток природного газу в 1995 — 28 млрд м³. Основні родовища, що розробляються — Екофіск, Слейпнер і Валхалл на південний-захід від Ставангера і Троль, Усеберґ, Гулльфакс, Фрігг, Статфьорд і Мерчисон на захід від Берґена, а також Дреуген і Халтенбаккен далі на півночі. Видобуток нафти почався на родовищі Екофіск в 1971 і зростав протягом 1980-х −1990-х років. У кінці 1990-х років були виявлені багаті нові родовища Хейдрун у Північного полярного кола і Баллер.
У 1997 видобуток нафти в Північному морі був утроє вищим, ніж 10 років тому, і її подальше зростання стримувалося тільки через скорочення попиту на світовому ринку. Близько 90% нафти, що видобувається йде на експорт.
У найближчі роки у Норвегії за повідомленням [Oil Gas — Eur. Mag.: International Edition of Erdol Erdgas Kohle. — 2002. — 28, № 3. — Р. 5] буде створено Міжнародний Центр по підвищенню вилучення нафти. Мета — розробка нової технології і техніки для істотного підвищення вилучення вуглеводнів на норвезькому континентальному шельфі. Оголошено, що національна задача Норвегії полягає в досягненні 50%-ного середнього вилучення нафти з пласта. Центр веде фундаментальні і прикладні дослідження. Станом на 2002 р. потреба у фінансуванні Центру близько 3,8 млн євро на рік.
Нафта в Норвегії переробляється на трьох (1990-і роки) нафтопереробних заводах загальною потужністю близько 13 млн т/рік (з-ди: «Тонсберґ», «Монгстад», «Ставанґер»).
Видобуток газу Норвегія розпочала з 1978 на родовищі Фрігг, половина якого знаходиться в територіальних водах Великої Британії. Видобуток газу різко зріс після введення в експлуатацію газопроводів Екофіск — Емден і Фрігг — Сент-Фергюс. У 90-х рр. XX ст. введене в експлуатацію родов. Валхалл. Передбачалася розробка ряду нових родовищ, зокрема за 62-ю паралеллю. Сьогодні від норвезьких родовищ прокладені трубопроводи у Велику Британію та країни Західної Європи. Розробкою родовищ займається державна компанія «Статойл» спільно з іноземними і приватними норвезькими нафтовими фірмами.
На початку XXI ст. Норвегія, за оцінкою експертів, поступово втрачає статус одного з основних газодобувних регіонів. В останні роки обсяги видобутку в цій країні істотно випереджають приріст запасів. Кількість експлуатаційних газових свердловин за 2002 р. знизилася з 33 до 19 [Нафтогазова вертикаль. 2003. № 2].
Існують плани введення в експлуатацію газоконденсатного родовища Ормен Ланге — найбільшого з родовищ в Норвегії, що ще не розробляються. Це родов. розташоване на континентальному шельфі в Норвезькому морі (глибоководний блок 6305/5-1). Ліцензії на розробку родовища видані у 2002 р. Розробка буде вестися з використанням підводних добувних установок, пов'язаних з новим ГПЗ Ніхамна (Nyhamna) в районі м. Аукра. Запаси родов. Ормен Ланге — 375 млрд м³ сухого газу і 138 млн бар. конденсату. Родовище розташоване за 100 км від узбережжя і Ромсдал на глибині моря 800–1000 м. Учасники проекту — компанії Norsk Hydro (17.956%), AS Norske Shell (17.2%, оператор), Petoro AS (36%) і інші. Розробка родовища буде включати будівництво найбільшого газопроводу на континентальному шельфі Норвегії. Газ буде транспортуватися на континент по існуючих газопроводах від платформи компанії Statoil Sleipner родовища Слейпнер-Іст. Перший газ з родовища Ормен-Ланге планується отримати в жовтні 2007 р. Передбачається, що родовище буде експлуатуватися протягом 30-40 років і максимально буде давати до 20 млрд м³ газу на рік, що становитиме приблизно 20% передбачуваного на 2010 р. видобутку газу в Норвегії [Oil and Gas Journal. 2003. V.101].
Норвезька компанія Statoil в жовтні 2003 почала видобуток на газоконденсатному родовищі Міккель (Mikkel) в Норвезькому морі. Родовище пов'язане підводним трубопроводом з платформою Осгард-Бі, звідки газ поступає по трубопроводу «Осгард» в Карсте, а конденсат — на платформу Осгард-Сі для завантаження в танкери. За повідомленням Statoil вартість розробки визначається в 1.85 млрд норвезьких крон. Початкові запаси родовища, що вилучаються визначені в 20 млрд м³ газу і 35 млн бар. (близько 4 млн т) конденсату. Оптимальний рівень видобутку становитиме 5.8 млн куб.м/добу. Родовище розробляють компанії: Statoil (41.62% участі), ExxonMobil (33.48%), Norsk Hydro (10%), Agip (7.9%) і Fortum (7%) [Petroleum Economist. 2003. V.70, Р. 11].
За оцінками державних експертів, наявність нових технологій і державна політика Норвегії щодо підтримки робіт з розвідки і розробки родовищ створює передумови для продовження видобутку нафти протягом ще 50, а газу — 100 років, оскільки приблизно 60% запасів вуглеводневої сировини Норвегії залишається в надрах. Уряд розглядає можливі зміни в поточній політиці ліцензування морських ділянок, щоб надати більш довгострокові умови користувачам цих ділянок в майбутньому [World Oil. 2002. V.223].
У період з 1966 по 2013 рік норвезькі компанії пробурнули 5085 нафтових свердловин, переважно в Північному морі. З них 3672 – регулярне виробництво); 1413 – розвідка; і 1405 були ліквідовані.